# Laverrière
Pour les articles homonymes, voir Laverrière (homonymie).
Ne doit pas être confondu avec La Verrière.
Laverrière est une commune française située dans le département de l'Oise en région Hauts-de-France.

## Géographie

### Localisation
Laverrière est un petit village rural picard situé au nord du département de l'Oise, proche de celui de la Somme, dans un secteur vallonné et boisé du plateau de la Picardie verte et à 6 km à vol d'oiseau au nord-est de Grandvilliers, 11 km au sud de Poix-de-Picardie, 31 km au nord-ouest d'Amiens, 10 km au nord-ouest de Crèvecœur-le-Grand et 31 km de Beauvais.
La commune se trouve dans la zone d'emploi de Beauvais et dans le bassin de vie de Grandvilliers.

### Communes limitrophes
Les communes limitrophes sont Dargies, Offoy et Sommereux.
| Dargies   |            | Offoy     |
|           | Laverrière |           |
| Sommereux | Sommereux  | Sommereux |

### Géologie et relief
La superficie de la commune est de 3,74 km2 ; son altitude varie de 130  à   182 mètres.
Louis Graves indiquait en 1840 que Laverrière était une « petite commune à territoire ovale découvert, plane, limité au nord par un ravin. 
Le chef-lieu situé au centre est formé de deux groupes d'habitations communiquant par une ruelle intermédiaire ».

### Hydrographie

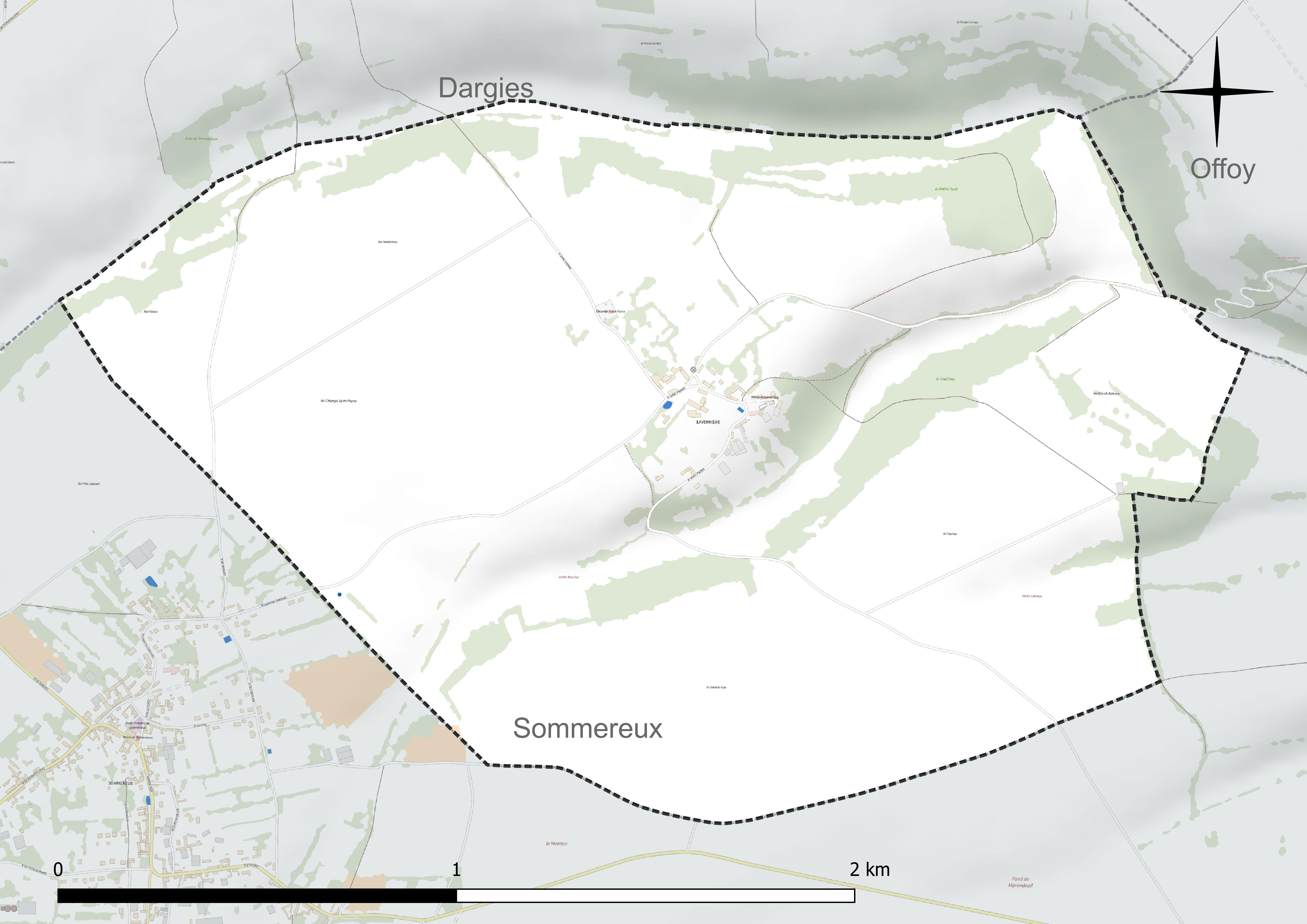
Réseau hydrographique de Laverrière.

La commune est située dans le bassin Artois-Picardie.
Elle n'est drainée par aucun cours d'eau.

### Climat
Pour des articles plus généraux, voir Climat des Hauts-de-France et Climat de l'Oise.
En 2010, le climat de la commune est de type climat océanique dégradé des plaines du Centre et du Nord, selon une étude du CNRS s'appuyant sur une série de données couvrant la période 1971-2000. En 2020, Météo-France publie une typologie des climats de la France métropolitaine dans laquelle la commune est exposée à un climat océanique et est dans une zone de transition entre les régions climatiques « Nord-est du bassin Parisien » et « Côtes de la Manche orientale ».
Pour la période 1971-2000, la température annuelle moyenne est de 10 °C, avec une amplitude thermique annuelle de 14,6 °C. Le cumul annuel moyen de précipitations est de 803 mm, avec 12,4 jours de précipitations en janvier et 8,7 jours en juillet. Pour la période 1991-2020, la température moyenne annuelle observée sur la station météorologique la plus proche, située sur la commune de Saint-Arnoult à 15 km à vol d'oiseau, est de 10,4 °C et le cumul annuel moyen de précipitations est de 797,2 mm,. Pour l'avenir, les paramètres climatiques de la commune estimés pour 2050 selon différents scénarios d'émission de gaz à effet de serre sont consultables sur un site dédié publié par Météo-France en novembre 2022.

## Urbanisme

### Typologie
Au 1er janvier 2024, Laverrière est catégorisée commune rurale à habitat très dispersé, selon la nouvelle grille communale de densité à sept niveaux définie par l'Insee en 2022.
Elle est située hors unité urbaine et hors attraction des villes,.

### Occupation des sols

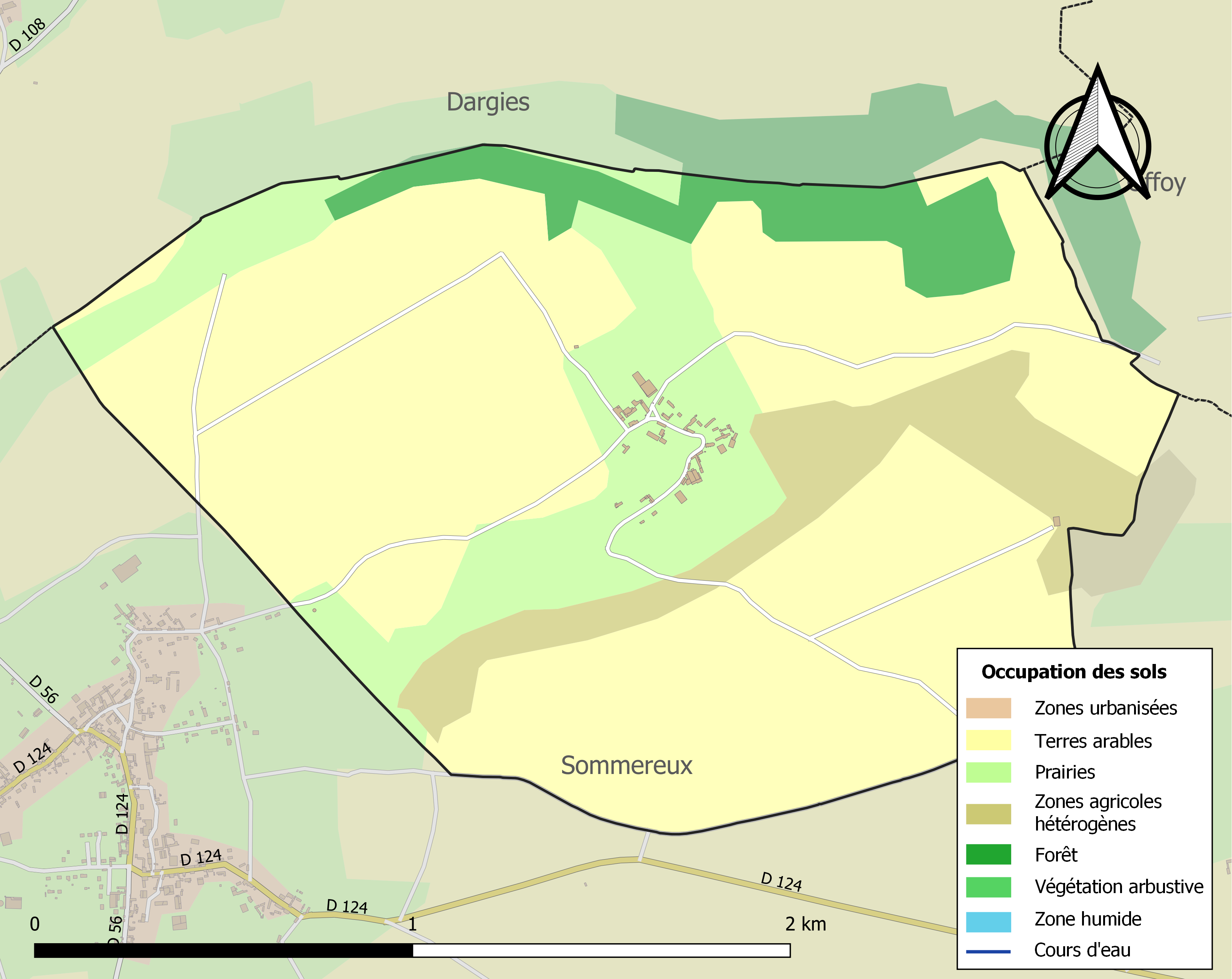
Carte des infrastructures et de l'occupation des sols de la commune en 2018 (CLC).

L'occupation des sols de la commune, telle qu'elle ressort de la base de données européenne d'occupation biophysique des sols Corine Land Cover (CLC), est marquée par l'importance des territoires agricoles (94,7 % en 2018), une proportion identique à celle de 1990 (94,7 %).
La répartition détaillée en 2018 est la suivante : terres arables (68,5 %), prairies (16,9 %), zones agricoles hétérogènes (9,3 %), forêts (5,3 %).
L'évolution de l'occupation des sols de la commune et de ses infrastructures peut être observée sur les différentes représentations cartographiques du territoire : la carte de Cassini (XVIIIe siècle), la carte d'état-major (1820-1866) et les cartes ou photos aériennes de l'IGN pour la période actuelle (1950 à aujourd'hui).

### Habitat et logement
En 2021, le nombre total de logements dans la commune était de 18, alors qu'il était de 20 en 2016 et de 21 en 2011.
Parmi ces logements, 84,1 % étaient des résidences principales et 15,9 % des logements vacants. Ces logements étaient pour 80 % d'entre eux des maisons individuelles et pour 20 % des appartements.
Le tableau ci-dessous présente la typologie des logements à Laverrière en 2021 en comparaison avec celle de l'Oise et de la France entière. Une caractéristique marquante du parc de logements est ainsi l'absence de résidences secondaires et logements occasionnels, à comparer avec la proportion départementale (2,4 %) et nationale (9,7 %). 
| Typologie                                               | Laverrière | Oise | France entière |
| ------------------------------------------------------- | ---------- | ---- | -------------- |
| Résidences principales (en %)                           | 84,1       | 90,5 | 82,2           |
| Résidences secondaires et logements occasionnels (en %) | 0          | 2,4  | 9,7            |
| Logements vacants (en %)                                | 15,9       | 7    | 8,1            |

### Voies de communication et transports
Laverrière est une commune relativement isolée, qui n'est accessible que par des voies communales qui la relie à Sommereux et à Offoy.
En 2023, la commune n'est desservie que par une navette de regroupement pédagogique intercommunal (ligne 6621) du réseau interurbain de l'Oise à destination de Cempuis.

### Énergie
Un projet de parc éolien constitué de quatre aérogénérateurs d'une hauteur en bout de pale de 125 m, dont la puissance cumulée maximale aurait été de 8,8  à 10 MW, a été envisagé en 2022 sur le territoire communal,.
La préfecture de l'Oise a refusé en 2024 ce projet, estimant qu'il portant atteinte de manière irréversible aux « arrière-plans dans lesquels s’inscrivent des monuments protégés. C’est le cas pour l’église du Hamel et l’église de Grandvilliers, située à moins de 5 km, avec des pâles des éoliennes qui seront plus hautes que le clocher des églises » ainsi qu'en raison de « la non prise en compte du périmètre de vigilance de 20 km établi dans le schéma paysager éolien autour du site patrimonial remarquable de Gerberoy (…) dont les vues lointaines et dégagées doivent être préservées de tout impact éolien ».

## Toponymie
Le nom de la localité est attesté sous les formes Vallis vitrea (1151) ; in loco val verrere (1151) ; « in loco qui vulgariter vallis verrere vocatur » (1151) ; Vallis vereni (1151) ; grangiam de Verreria (1164) ; Verreria (1173) ; prope grangiam verrerie (1177) ; la verriere (1190) ; in territorio grangie de vitrea (1191) ; in loco qui vocatur vallis de vitrearia (1281) ; Jehanne le mairesse de le verriere (1373) ; la maison de laverriere (1373) ; la Verriere (vers 1750).
Laverrière avec agglutination de l'article. On notera que ceux, pourvus de l'article, paraissent plus récents. Le nom de Verrières est issu du mot latin vitrum signifiant « verre » avec le suffixe augmentatif -aria. Il peut s'agir du surnom d'une personne, passé en nom de lieu, « domaine de Verrier ».

## Histoire

### Ancien Régime
Selon Louis Graves, « Laverrière appartenait au quatorzième siècle à une branche de la maison de Poix. La seigneurie vint dans le seizième aux. Cosette de Sommereux, et fut partagée plus tard entre le chapitre d'Amiens et M. Leclerc de Bussy. 
Le territoire était divisé entre les bailliages d'Amiens et de Clermont.
Le patronage de la cure, dédiée à saint Pierre, appartenait à l'abbaye de Saint-Lucien. ».

### Époque contemporaine
La commune, instituée par la Révolution française est réunie à Sommereux de 1827 à 1833.
Vers 1840, la population est vit principalement de l'agriculture, mais quelques personnes fabriquent des bas au métier à tisser
Laverrière  est l'une des communes a ne pas avoir de monument aux morts honorant la mémoire des soldats des deux guerres mondiales : tous les soldats du village sont rentrés de ces guerres.

## Politique et administration

### Rattachements administratifs et électoraux

#### Rattachements administratifs
La commune se trouve depuis 1926 dans l'arrondissement de Beauvais du département de l'Oise.
Elle faisait partie depuis 1801 du canton de Grandvilliers. Dans le cadre du redécoupage cantonal de 2014 en France, cette circonscription administrative territoriale a disparu, et le canton n'est plus qu'une circonscription électorale.

#### Rattachements électoraux
Pour les élections départementales, la commune fait partie depuis 2014 d'un nouveau canton de Grandvilliers porté de 23 à 101 communes.
Pour l'élection des députés, elle fait partie de la deuxième circonscription de l'Oise.

### Intercommunalité
Laverrière est membre de la communauté de communes de la Picardie verte, un établissement public de coopération intercommunale (EPCI) à fiscalité propre créé en 2001 et auquel la commune a transféré un certain nombre de ses compétences, dans les conditions déterminées par le code général des collectivités territoriales.

### Liste des maires
| Période                                  | Période                      | Identité             | Étiquette | Qualité                                     |
| ---------------------------------------- | ---------------------------- | -------------------- | --------- | ------------------------------------------- |
| Les données manquantes sont à compléter. |                              |                      |           |                                             |
|                                          |                              |                      |           |                                             |
|                                          | 1987                         | M. Verschuere (père) |           |                                             |
| 1987                                     | En cours (au 7 janvier 2024) | Philippe Verschuere  | SE        | Agriculteur Réélu pour le mandat 2020-2026, |

## Population et société

### Démographie

#### Évolution démographique
L'évolution du nombre d'habitants est connue à travers les recensements de la population effectués dans la commune depuis 1793. Pour les communes de moins de 10 000 habitants, une enquête de recensement portant sur toute la population est réalisée tous les cinq ans, les populations de référence des années intermédiaires étant quant à elles estimées par interpolation ou extrapolation. Pour la commune, le premier recensement exhaustif entrant dans le cadre du nouveau dispositif a été réalisé en 2004.

En 2022, la commune comptait 28 habitants, en évolution de −28,21 % par rapport à 2016 (Oise : +0,87 %, France hors Mayotte : +2,11 %).
| 1793 | 1800 | 1806 | 1821 | 1836 | 1841 | 1846 | 1851 | 1856 |
| ---- | ---- | ---- | ---- | ---- | ---- | ---- | ---- | ---- |
| 121  | 81   | 82   | 88   | 128  | 158  | 108  | 106  | 99   |

| 1861 | 1866 | 1872 | 1876 | 1881 | 1886 | 1891 | 1896 | 1901 |
| ---- | ---- | ---- | ---- | ---- | ---- | ---- | ---- | ---- |
| 82   | 68   | 56   | 55   | 55   | 65   | 56   | 48   | 61   |

| 1906 | 1911 | 1921 | 1926 | 1931 | 1936 | 1946 | 1954 | 1962 |
| ---- | ---- | ---- | ---- | ---- | ---- | ---- | ---- | ---- |
| 62   | 61   | 42   | 35   | 40   | 46   | 41   | 34   | 24   |

| 1968 | 1975 | 1982 | 1990 | 1999 | 2004 | 2006 | 2009 | 2014 |
| ---- | ---- | ---- | ---- | ---- | ---- | ---- | ---- | ---- |
| 22   | 20   | 17   | 23   | 24   | 30   | 30   | 44   | 39   |

| 2019 | 2022 | - | - | - | - | - | - | - |
| ---- | ---- | - | - | - | - | - | - | - |
| 35   | 28   | - | - | - | - | - | - | - |

#### Pyramide des âges
La population de la commune est relativement âgée.
En 2018, le taux de personnes d'un âge inférieur à 30 ans s'élève à 14,3 %, soit en dessous de la moyenne départementale (37,3 %). À l'inverse, le taux de personnes d'âge supérieur à 60 ans est de 42,8 % la même année, alors qu'il est de 22,8 % au niveau départemental.
En 2018, la commune comptait 22 hommes pour 14 femmes, soit un taux de 61,11 % d'hommes, largement supérieur au taux départemental (48,89 %).
Les pyramides des âges de la commune et du département s'établissent comme suit.
| Hommes | Classe d’âge | Femmes |
| ------ | ------------ | ------ |
| 0,0    | 90 ou +      | 0,0    |
| 9,5    | 75-89 ans    | 0,0    |
| 33,3   | 60-74 ans    | 42,9   |
| 28,6   | 45-59 ans    | 42,9   |
| 9,5    | 30-44 ans    | 7,1    |
| 4,8    | 15-29 ans    | 0,0    |
| 14,3   | 0-14 ans     | 7,1    |

| Hommes | Classe d’âge | Femmes |
| ------ | ------------ | ------ |
| 0,5    | 90 ou +      | 1,4    |
| 5,5    | 75-89 ans    | 7,6    |
| 15,6   | 60-74 ans    | 16,3   |
| 20,8   | 45-59 ans    | 20     |
| 19,4   | 30-44 ans    | 19,4   |
| 17,6   | 15-29 ans    | 16,2   |
| 20,6   | 0-14 ans     | 19,1   |

## Économie
L'activité économique de la commune est essentiellement agricole.

## Culture locale et patrimoine

### Lieux et monuments
- Église Saint-Pierre, constituée d'une nef suivie d’un chœur de même largeur se terminant par une abside à trois pans. Elle date principalement du XVIe siècle, mais la partie centrale de la nef remonte au XIIIe siècle. Le chœur date, selon Louis Graves, de 1775. La charpente est de la même époque, dotée d'un beau décor d’armoiries peintes encadrant une gloire. 
Les fonts baptismaux sont du XVIe siècle[31].

- Un souterrain de défense, ou muche, existait sous le pays. Il était connu au XIXe siècle sous le nom d'Antipodes[2].